# Blasticorhinus bifasciata
Blasticorhinus bifasciata là một loài bướm đêm trong họ Noctuidae.